# Liste von Dirigentinnen
Die Liste von Dirigentinnen bietet einen Überblick über international tätige, oder aus anderen Gründen bedeutsame, bekannte Orchesterdirigentinnen in erster Linie des 21. und 20. Jahrhunderts, aber auch voriger Jahrhunderte. Die Liste ist alphabetisch nach Nachnamen sortiert, jeweils mit Kurzbeschreibung: Nationalität, Orchester (feste Positionen und Gastdirigate), Preise, Besonderes. Ergänzend sind Informationen zum geschichtlichen Hintergrund, weiterführende Literatur, Informationen zu Wettbewerben und Förderungen für Dirigentinnen und zu Dokumentarfilmen über Dirigentinnen angefügt. Eine Reihe von Porträtfotos zeigt außerdem exemplarisch Dirigentinnen-Generationen vom Barock bis heute.

## Hintergrund
Obwohl es seit Jahrhunderten Dirigentinnen gibt, wurden sie lange – ähnlich wie Komponistinnen – nicht entsprechend bekannt, da sie auf Grund gesellschaftlicher Vorbehalte gegenüber Frauen in der Musik nicht oder nur geringfügig in den Kanon von Dirigenten, etwa in Lexika, aufgenommen oder medial wenig oder vorurteilsbeladen besprochen wurden.
Um diesem Missstand zu begegnen, entstand 2003 als erste umfassende musikwissenschaftliche Forschungsarbeit über Dirigentinnen und erste „Liste von Dirigentinnen“ Elke Mascha Blankenburgs Europäischer Dirigentinnenreader, herausgegeben im Namen des von ihr gegründeten Internationalen Arbeitskreises Frau und Musik e. V. und unter Ausschöpfung des von ihr mitgegründeten Archivs Frau und Musik. Ihr 2003 publiziertes Nachfolgewerk „Dirigentinnen im 20. Jahrhundert. Portraits von Marin Alsop bis Simone Young“ vereint fast 80 Dirigentinnen-Biografien und Diskographien. Diese Pionierarbeit bildete den Auftakt, aktiv arbeitende Dirigentinnen zu sammeln, um ihre Sichtbarkeit, ihre Karrierechancen und auch ihre Vernetzung zu fördern. Ergänzend zum Buch entstand damals auch die Internetseite Dirigentinnen.de mit einer Liste von 90 Dirigentinnen, die aber seit 2003 nicht mehr aktualisiert wurde (Stand Juli 2020).
Die englischsprachige Website der kanadischen Kapralova Society, benannt nach der tschechischen Komponistin und Dirigentin Vítězslava Kaprálová, bietet eine aktuelle Liste von über 600 Dirigentinnen (Women Conductors); darin enthalten sind sowohl Orchester- und – im Gegensatz zu dieser Liste – auch reine Chordirigentinnen sowie (ungefiltert) gleichermaßen renommierte, international tätige wie nur lokal arbeitende Dirigentinnen.
Die vorliegende Liste von Orchesterdirigentinnen gibt primär einen Überblick über international tätige Dirigentinnen, ihre Positionen (Chefdirigentin/Generalmusikdirektorin/Dirigentin/Erste Kapellmeisterin etc.), geleitete Orchester, Preise und Auszeichnungen. Ausnahmen von der Prämisse „international tätig“ sind frühe Vorläuferinnen, etwa Raffaella Aleotti und Francesca Caccini, die zu ihrer Zeit noch nicht international tätig sein konnten, und Dirigentinnen jüngerer Zeit, die aus anderen Gründen für die Geschichte von Dirigentinnen eine dennoch bedeutsame Rolle spielen.
Durch die vorliegende Liste wird auch die zunehmend möglich gewordene erstarkende Teilhabe weiblicher Dirigierender an Karrierechancen erfahrbar: So zieht sich wie ein durchgängiges Motiv die Formulierung „als Erste“ durch die Biographien: Sei es Nadia Boulanger, die als erste Frau als Dirigentin ein vollständiges Konzert der Royal Philharmonic Society dirigierte (1937), Sylvia Caduff als erste Dirigentin, die den Mitropoulos Wettbewerb (1966) gewann, oder Elim Chan als erste weibliche Preisträgerin der Donatella Flick Competition (2014) (siehe Liste).
Trotz der bereits seit Beginn des 20. Jahrhunderts stetig wachsenden Anzahl von Orchesterdirigentinnen – darunter viele Preisträgerinnen internationaler Dirigierwettbewerbe (siehe Liste) – traten auch 2020 noch Dirigentinnen diverse Positionen als „erste Frau in der Geschichte“ an: So wurde der Dirigentin Joana Mallwitz (damals Generalmusikdirektorin des Staatstheater Nürnberg, „Operndirigentin des Jahres“) 2020 als erster Frau in der Geschichte der Salzburger Festspiele eine gesamte Aufführungsserie anvertraut. Im September 2020 wurde zudem die Berufung von Oksana Lyniv (ehemalige Chefdirigentin Oper Graz) als erster Dirigentin bei den nächsten Bayreuther Festspielen öffentlich bekanntgegeben, und 2022 wurde Lyniv Generalmusikdirektion des Teatro Comunale in Bologna, und damit die erste Musikdirektorin eines italienischen Opernhauses.
Im Januar 2024 verkündeten die Bayreuther Festspiele, dass erstmals in ihrer Geschichte in der kommenden Saison mehr Dirigentinnen als Dirigenten am Pult stehen werden; nämlich Oksana Lyniv, Nathalie Stutzmann, Simone Young, Semyon Bychkov und Pablo Heras-Casado.
Trotz solcher positiver Entwicklungen sind aktuell nur 4 von 129 öffentlich geförderten Berufsorchestern in Deutschland von einer Chefdirigentin geleitet (Zahlen 2023). Der Geschäftsführer der Deutschen Musik- und Orchestervereinigung Gerald Mertens fordert daher mehr Förderung von Dirigentinnen, zumal der Anteil der ausgebildeten Dirigentinnen inzwischen 20 bis 25 Prozent betrage, und ihr Anteil im Studium auf fast 37 Prozent angewachsen sei.

## Liste von international tätigen Orchesterdirigentinnen

### A
- Dilbar Abdurahmonova (1936–2018), russisch-usbekische Geigerin und Dirigentin
- Nazanin Aghakhani (* 1980), Österreich, erste Dirigentin des Tehran Symphony Orchestra, Dirigentin bei Wien Modern[11]
- Vittoria Raffaella Aleotti (1575–1646), IT Leiterin, Dirigentin des Orchesters des Klosters San Vito. Komponistin, Organistin.[12]
- Marin Alsop (* 1956), USA, Chefdirigentin des Baltimore Symphony Orchestra, des ORF Radio-Symphonieorchester Wien, und des São Paulo Symphony Orchestra. Preisträgerin des Leopold-Stokowski- und Koussevitzky-Wettbewerbs.
- Ligia Amadio (* 1964),[13] Chefdirigentin Montevideo Philharmonic Orchestra, und zuvor u. a. des National Symphony Orchestra, Bogota Philharmonic Orchestra, São Paulo Symphony Orchestra. Als erste Frau 1997 1. Preis am Tokyo International Conducting Competition, 2001 „Best Conductor“ in Brasilien[14]
- Nvart Andreassian (* 1952), TR, Chefdirigentin Ensemble Polychromie, Turkey Youth Symphony Orchestra, Chamber Orchestra Paris[15]
- Alexandra Arrieche (* 1981), BRA, Chefdirigentin Henderson Symphony Orchestra und von Night of the Proms
- Elisabeth Attl (* 1968), A, Dirigentin Volksoper Wien und eh. Gran Teatre del Liceu. Gastdirigate Deutsche Oper Berlin, Orchestre Philharmonique du Luxembourg. Wieder-Aufführung von Barock-Oper Talestri von Maria Antonia Walpurgis 2013.[16]
- Bar Avni (* 1989), israelische Dirigentin

### B
- Renée Baker (* 1957), USA, Chefdirigentin Chicago Sinfonietta Chamber Ensemble.[17]
- Frieda Belinfante (1904–1995)
- Ljubka Biagioni (* 1968), IT, Chefdirigentin Sofia Symphonics, 2002 Gewinnerin des internat. Dirigenten-Wettbewerb Franco Capuana.[18]
- Anja Bihlmaier (* 1978), D, Chefdirigentin Residentie Orkest Den Haag, Principal Guest Conductor Sinfonia Lahti. Gastdirigentin u. a. bei Deutsches Symphonie-Orchester Berlin, Royal Stockholm Philharmonic Orchestra, Wiener Volksoper, Toledo Symphony Orchestra. Gewinnerin (3. Preis) internat. Dirigierwettbewerb Dimitri Mitroupoulos 2006.
- Elke Mascha Blankenburg (1943–2013), D, Gründerin und Dirigentin des Clara Schumann-Orchesters, Autorin des ersten umfassenden Werks über Dirigentinnen Europäischer Dirigentinnenreader, Gründerin des Internationalen Dirigentinnenarchivs und von Archiv Frau und Musik, Wiederaufführung von Francesca-Caccini-Oper.[19]
- Victoria Bond (* 1945), USA,[20] Dirigentin des Pittsburgh Symphony Orchestra, Pittsburgh Youth Symphony und New Amsterdam Symphony. Gastdirigentin u. a. bei Orchestra Sinfonica Guido d’Arezzo, Beijing Central Opera, Houston Symphony. Preisträgerin u. a. des Victor Herbert Award und Miriam Gideon Prize. Laut Eigenaussage „first woman awarded a doctorate in orchestral conducting from the Juilliard School“.[21]
- Nadia Boulanger (1887–1979), F, Gastdirigentin u. a. des Boston Symphony Orchestra, BBC Symphony Orchestra, New York Philharmonic. Uraufführungen von Stravinsky und Copland. 1937 erste Dirigentin, die ein vollständiges Konzert in der Royal Philharmonic Society London dirigierte.[22]
- Antonia Brico (1902–1989), USA, Gründerin und Dirigentin des New York Women’s Symphony. Gastdirigentin u. a. bei Berliner Philharmoniker (1930), Los Angeles Philharmonic Orchestra, San Francisco Symphony Orchestra, London Philharmonic Orchestra, Metropolitan Opera.
- Iona Brown (1941–2004), GB, Chefdirigentin von Academy of St. Martin in the Fields, Norwegisches Kammerorchester, Los Angeles Chamber Orchestra. Gastdirigentin u. a. des City of Birmingham Symphony Orchestra. Trägerin des Order of the British Empire.
- Anna-Sophie Brüning (* 1972), D, Dirigentin / Künstlerische Leitung des Orchesters der Barenboim-Said Foundation Palästina und des Palestine Youth Orchestra. Gastdirigentin u. a. bei Düsseldorfer Symphoniker, Nordwestdeutsche Philharmonie, Stuttgarter Kammerorchester, Polnisches Kammerorchester, National Youth Orchestra of Kenya, Komische Oper Berlin. Erste Kapellmeisterin Landestheater Coburg.[23]

### C
- Francesca Caccini (1587–1640)
- Sylvia Caduff (* 1937), CH, 1977–86 Generalmusikdirektorin des Städtischen Orchester Solingen. Gastdirigentin u. a. bei Berliner Philharmoniker, Tonhalle-Orchester Zürich, Orchestra della Svizzera italiana. 1966 als erste Dirigentin Gewinnerin der Dimitri Mitropoulos International Music Competition.[24]
- Sarah Caldwell (1924–2006), USA, Gründerin und Dirigentin der Opera Company of Boston. Gastdirigentin u. a. bei New York Philharmonic Orchestra, Boston Symphony Orchestra, Metropolitan Opera. Preisträgerin National Medal of Arts.[25]
- Karina Canellakis (* 1981), USA, Chefdirigentin des niederländischen Radio Filharmonisch Orkest. „Erste Gastdirigentin“ des London Philharmonic Orchestra (als erste Dirigentin in dieser Funktion bei LPO) und des Rundfunk-Sinfonieorchester Berlin. Gastdirigentin u. a. bei Wiener Symphoniker, Orchestre de Paris, Opernhaus Zürich. 2016 Gewinnerin des Georg Solti Conducting Award.[26]
- Gabriella Carli (* 1953), IT, Gründerin und Dirigentin des Kammerensemble Berlin. Ab 1986 Assistentin von Herbert von Karajan. Gastdirigate u. a. bei Philharmonisches Orchester Danzig, Radio Filharmonisch Orkest Hilversum, Orquesta Sinfonica Municipal de Caracas. Preisträgerin u. a. des Verdienstorden der Italienischen Republik[27]
- Chang Han-na/Han-Na Chang (* 1982), KOR, Chefdirigentin Trondheim Symphony Orchestra. Gastdirigentin u. a. bei Concertgebouworkest, Royal Stockholm Philharmonic Orchestra, Toronto Symphony Orchestra. Preisträgerin Echo (Musikpreis) 1997, Classical Music Award 2004.[28]
- Elim Chan (* 1986), CHN, Chefdirigentin des Antwerp Symphony Orchestra. „Erste Gastdirigentin“ des Royal Scottish National Orchestra. Gastdirigentin Hong Kong Philharmonic Orchestra, Mariinsky Theater, London Symphony Orchestra. 2014 Gewinnerin der Donatella Flick Conducting Competition, als erste Dirigentin.[29]
- Pei-Yu Chang (* 1959), A, Chefdirigentin des Orientalischen Symphonieorchesters. Gastdirigate u. a. bei Münchner Rundfunkorchester, Beijing Symphony Orchestra, Oper Halle. Preisträgerin Médaille de la Ville de Paris. Erste Dirigentin, die im Wiener Musikverein auftrat (2005).
- Tong Cheng (* 20. Jh.)[30]
- Sophie Charlotte von Hannover (1668–1705)
- Jennifer Condon (* 1983)[31]
- Graziella Contratto (* 1966)

### D
- Karen Lynne Deal (* 1957)
- Marzena Diakun (* 1981), PL, Gastdirigentin u. a. bei Royal Liverpool Philharmonic Orchestra, Nationales Symphonieorchester des Polnischen Rundfunks, Orchestre de Chambre de Lausanne, Auszeichnung „Polityka Passport“-Preis 2016[32]
- Agnieszka Duczmal (* 1946)
- Weronika Dudarowa (1916–2009)
- Marie-Jeanne Dufour (* 1955), CH, Generalmusikdirektorin u. a. Staatstheater Meiningen, Hessisches Staatstheater Wiesbaden; Gastdirigentin u. a. Deutsche Oper Berlin, Hamburger Staatsoper, Tonhalle-Orchester Zürich, Orchestre de la Suisse Romande, Nederlands Philharmonisch Orkest, Teatro Bellini Catania

### E
- Sian Edwards (* 1959)
- Laurence Equilbey (* 1962)

### F
- JoAnn Falletta (* 1954)
- Gianna Fratta (* 1973)[33]
- Elisabeth Fuchs (* 1976)

### G
- Michi Gaigg (* 1957)
- Marta Gardolińska (* 1988)
- Angela Gehann-Dernbach (* 1958)
- Hortense von Gelmini (* 1947), D, eine der ersten deutschen Orchesterdirigentinnen.[34] Gründerin des Orchestra Gelmini, Gastdirigentin u. a. bei den Nürnberger Symphonikern,[35] bei der Deutschen Staatsphilharmonie Rheinland-Pfalz,[36] und beim Südwestfunk-Symphonieorchester[37]
- Claire Gibault (* 1945)
- Ruth Gipps (1921–1999)
- Jane Glover (* 1949)
- Elisa Gogou (* 1974)
- Konstantia Gourzi (* 1962)
- Mirga Gražinytė-Tyla (* 1986)
- Agnes Grossmann (* 1944)

### H
- Emmanuelle Haïm (* 1962)
- Barbara Hannigan (* 1971)
- Anna-Maria Helsing (* 1971)
- Karin Hendrickson (* 20. Jh.)
- Sarah Hicks (* 1971), USA, Chefdirigentin Live at Orchestra Hall des Minnesota Orchestra (als erste Dirigentin dieses Orchesters). Gastdirigate u. a. Antwerp Symphony Orchestra, Danish National Symphony, Teatro La Fenice[38]
- Inga Hilsberg (* 1972)
- Imogen Holst (1907–1984)
- Rei Hotoda (* 1959),[39] Musikdirektorin der Fresno Philharmonic
- Apo Ching-Hsin Hsu (* 1956)
- Monica Huggett (* 1953)
- Andréa Huguenin Botelho (* 1973)

### I
- Talia Ilan (* 1971), ISR,[40] Dirigentin des Israel Stage Orchestra, ständige Gastdirigentin u. a. des Haifa Symphony Orchestra, Gastdirigentin u. a. bei Moravian Philharmonic Olomouc, Guiyang Symphony Orchestra, Janáčkova filharmonie Ostrava; 1. Preis International conducting competition Janáček Philharmonic[41]
- Sarah Ioannides (* 1972), GB, Chefdirigentin der Symphony Tacoma, vorher des El Paso Symphony Orchestra und des Spartanburg Philharmonic Orchestra. Gastdirigate bei Seattle Symphony, Flemish Radio Orchestra, Royal Philharmonic Orchestra[42][43]

### J
- Laura Jackson (* 20. Jh.)[44]
- Marie Jacquot (* 1990), FRA, Erste Kapellmeisterin der Deutschen Oper am Rhein. Gastdirigate u. a.: Deutsches Symphonie-Orchester Berlin, Wiener Kammerorchester, Orchestre de Chambre Lausanne. Ernst von Schuch-Preis 2019.[45]
- Gisela Jahn (1923–2000)[46][47]
- Anna Jaroszewska-Mróz (* 1980)
- Jeri Lynn Johnson (* 1972), USA, Gründerin und Chefdirigentin des Black Pearl Chamber Orchestra. Gastdirigate: Staatskapelle Weimar, Colorado Symphony, Bournemouth Symphony. 2005 Preisträgerin des Taku Concordia Conduction Fellowship als erste afro-amerikanische Dirigentin.[48]
- Julia Jones (* 1961)

### K
- Keren Kagarlitsky (* 1991)
- Karen Kamensek (* 1970)
- Vítězslava Kaprálová (1915–1940)
- Stamatia Karampini (* 20. Jh.)
- Maria Keller (* 20. Jh.)[49]
- Cornelia von Kerssenbrock (* 1970)
- Negin Khpalwak (* 1997)[50]
- Friederike Kienle (* 1979)
- Eun Sun Kim (* 1980), KOR, designierte Musikdirektorin der San Francisco Opera. Gastdirigate bei Los Angeles Philharmonic, Wiener Staatsoper, Royal Swedish Opera. Erster Preis International Jesus Lopez Opera Conducting Competition 2008.[51]
- Marta Kluczyńska (* 1985)[52][53]
- Camilla Kolchinsky (1937–2016)[54]
- Carolyn Kuan (* 1977)[55]
- Judith Kubitz (* 1968)[56]
- Elisabeth Kuyper (1877–1953)

### L
- Catherine Larsen-Maguire (* 1971)[57]
- Ethel Leginska (1886–1970)
- Tania León (* 1943)
- Claire Levacher (* 1978)[58][59]
- Lin Liao (* 20. Jh.)[60]
- Yi-Chen Lin (* 1985)[61]
- Marta Linz (1898–1982)
- Silke Löhr (* 1966)
- Isabel López Calzada (* 1968)[62]
- Oksana Lyniv (* 1978) eh. Chefdirigentin Grazer Oper, Grazer Philharmonisches Orchester, Dirigentin bei Bayreuther Festspiele, Chefdirigentin des Teatro Comunale di Bologna[63]

### M
- Maria Makraki (* 1970)
- Susanna Mälkki (* 1969)
- Johanna Malangré (* 1989)[64]
- Joana Mallwitz (* 1986), D, Chefdirigentin und künstlerische Leiterin des Konzerthausorchesters Berlin, zuvor GMD Staatstheater Nürnberg, GMD Theater Erfurt. Gastdirigate u. a. bei Royal Danish Orchestra, Dallas Symphony Orchestra, Salzburger Festspiele (hier 2020 als erste Frau, die die ganze Aufführungsserie dirigierte). Auszeichnung als „Operndirigentin des Jahres“ 2019.[6]
- Jamie Man (* 1987)[65]
- Ortrud Mann (1917–2006)
- Anne Manson (* 1961)[66]
- Odaline de la Martinez (* 1949)
- Lucia Marin (* 1982)
- Virginia Martinez (* 1979)[67]
- Elisabetta Maschio (* 1964)[68]
- Silvia Massarelli (* 1961)[69]
- Holly Mathieson (* 1981)[70]
- Ariane Matiakh (* 1980)
- Simone Menezes (* 1977)[71]
- Ewa Michnik (* 1943), PL, Generalmusikdirektorin der Oper Breslau, eh. GMD der Oper Krakau. Gastdirigate u. a. bei Tokyo Metropolitan Symphony Orchestra, Nürnberger Symphoniker, Prager Philharmoniker. Preisträgerin des Verdienstorden der Bundesrepublik Deutschland[72]
- Tania Miller (* 1969)[73]
- Alicja Mounk (* 1947), PL, 1991 Generalmusikdirektorin Theater Ulm, nach Sylvia Caduff und Romely Pfund eine der ersten weiblichen GMDs Deutschlands. Gastdirigate u. a. bei Teatro La Fenice, Tonhalle-Orchester, NDR-Symphonieorchester[74]
- Petra Müllejans (* 1959)
- Katharina Müllner (* 1992), freischaffende Dirigentin
- Natalie Murray Beale (* 1975)[75][76]
- Daniela Musca (* 1982)[77]

### N
- Damiana Natali (* 1969)[78][79]
- Gemma New (* 1986)[80]
- Corinna Niemeyer (* 1986)[81]
- Tomomi Nishimoto (* 1970)
- Eímear Noone (* 20. Jh.)[82]
- Carolin Nordmeyer (* 1975)

### O
- Inci Özdil (* 1960)[83]
- Nodoka Okisawa (* 1987) 1. Preise Competition for Conducting Tokyo 2018 und Besançon 2019, des. Chefdirigentin Kyoto Symphony Orchestra
- Eva Ollikainen (* 1982), FIN, Chefdirigentin Iceland Symphony Orchestra (als erste Frau in dieser Position). Gastdirigate u. a. Semperoper Dresden, Deutsches Symphonie-Orchester Berlin, Orchestra della Toscana. Preisträgerin Jorma Panula Conducting Competition 2003.[84]
- Clotilde Otranto (* 20. Jh.)
- Anne Randine Øverby (* 1955)[85]

### P
- Nicole Paiement (* 1959)[86]
- Eleni Papakyriakou (* 1981)[87]
- Alondra de la Parra (* 1980)
- Valentina Peleggi (* 1983)[88]
- Laura Pérez Soria (* 1972)[89]
- Romely Pfund (* 1955)
- Eva Pons (* 1971)[90]
- Kristiina Poska (* 1978)

### Q
- Helen Quach (1940–2013)[91]
- Eve Queler (* 1931)
- Andrea Quinn (* 1964)

### R
- Anna Rakitina (* 1989)[92][93]
- Gloria Isabel Ramos (* 1964)
- Gal Rasché (* 1960)
- Ruth Reinhardt (* 1988)[94]
- Martha Remmert (1853–1941), erstes Dirigat 1910 in Berlin
- Giuliana Retali (* 20. Jh.)[95]
- Stephanie Rhodes Russell (* 20. Jh.)[96]
- Silvia Casarin Rizzolo (* 20. Jh.)[97]
- Kay George Roberts (* 1950)[98]
- Zenaida Romeu (* 1952)[99]
- Marie Rosenmir (* 1973), SWR, Dirigentin Folkoperan Stockholm. Gastdirigentin u. a. bei Orchestra of the Age of Enlightenment London, Moravian Philharmonic Orchestra, Bohuslav Martinu Philharmonic Orchestra. Eh. Opernsängerin. Preise u. a. Swedish Conductor Award 2006.[100]
- Catherine Rückwardt (* 1960)

### S
- Audrey Saint-Gil (* 20. Jh.)[101]
- Hedy Salquin (1928–2012)
- Victoria Sanchez (* 1986)
- Silvia Sanz Torre (* 1969)[102][103]
- Speranza Scappucci (* 1973)
- Elena Schwarz (* 1985)[104]
- Inma Shara (* 1972)
- Sung Shi-yeon (* 1975)
- Christiane Silber (* 20. Jh.)[105]
- Anna Skryleva (* 1975), Generalmusikdirektorin (GMD) am Theater Magdeburg[106]. Gastdirigate Royal Swedish Opera[107], The Dallas Opera,[108] HR-Sinfonieorchester, Copenhagen Philharmonic[109]
- Giedrė Šlekytė (* 1989)
- Joanídia Sodré (1903–1975)[110]
- Chloe van Soeterstede (* 1987)
- Giovanna Sorbi (1959–2018)[111]
- Jeannette Sorrell (* 1965)
- Dalia Stasevska(* 1984)
- Ewa Strusińska (* 1976)
- Nathalie Stutzmann (* 1965), FRA, Chefdirigentin Kristiansand Symphony Orchestra Norway, Erste Gastdirigentin National Symphony Orchestra Ireland. Gastdirigate Los Angeles Philharmonic, Bamberger Symphoniker, Royal Liverpool Philharmonic Orchestra[112]
- Anna Sułkowska-Migoń (* 1995), Gewinnerin des Maestra-Dirigentenwettbewerbs in Paris 2022.

### T
- Anu Tali (* 1972)
- Mallory Thompson (* 20. Jh.)[113]
- Rebecca Tong (* 1984)
- Zoi Tsokanou (* 1981)

### U
- Alejandra Urrutia (* 1976)[114]

### V
- Lorraine Vaillancourt (* 1947)[115]
- Nil Venditti (* 1994)[116][117]
- Beatrice Venezi (* 1990)
- Loes Visser (* 1959)[46]

### W
- Debora Waldman (* 1977)[118]
- Elizabeth Wallfisch (* 1952)[119]
- Nan Washburn (* 1954)[120][46]
- Josephine Weinlich (1840–1887)[121]
- Sarah-Grace Williams (* 20. Jh.)[122]
- Keri-Lynn Wilson (* 1967)
- Yip Wing-sie (* 1960)
- Cathrine Winnes (* 1977)[123]
- Diane Wittry (* 1964)[124]
- Rachael Worby (* 1950)[125]
- Mary Wurm (1860–1938)
- Lena-Lisa Wüstendörfer (* 1983)

### X
- Lisa Xanthopoulou (* 1968)[126]

### Y
- Judith Yan (* 20. Jh.)[127]
- Yura Yang (* 1990)[128]
- Lidiya Yankovskaya (* 1986)[129]
- Erina Yashima (* 20. Jh.)[130]
- Simone Young (* 1961)

### Z
- Xian Zhang (* 1973)
- Jiemin Zhang (* 20. Jh.)[131]
- Ksenia Zharko (* 20. Jh.)[132]
- Xiaoying Zheng (* 1929)[133]
- Zahia Ziouani (* 1978)[134]
- Lucia Zicos (* 1977)[135]

## Wettbewerbe und Förderungen
Ergänzend zu allgemeinen Wettbewerben gibt es gezielte Wettbewerbe und Förderungen für Dirigentinnen:
- MAWOMA (for Music And Women MAestra). Erster internationaler Wettbewerb für ausschließlich Dirigentinnen (nicht Dirigenten), seit 2019. (Gewinnerin 2019 ist Johanna Malangré, Musikdirektorin des HIDALO Festival Orchester).
- The Linda and Mitch Hart Institute for Women Conductors der Dallas Opera, Förder-Programm für Dirigentinnen, seit 2015.  (Eine ehemalige Stipendiatin ist z.b. Anna Skryleva, inzwischen Generalmusikdirektorin des Theater Magdeburg).
- Dirigentinnen-Stipendium des Orchesters Bergische Symphoniker, Solingen, seit 1999. (Eine ehemalige Stipendiatin ist Mirga Gražinytė-Tyla, Chefdirigentin des City of Birmingham Symphony Orchestra).
- La Maestra Competition. Concours et Académie de Cheffes D´orchestre – Paris. Zweiter internationaler Wettbewerb für Dirigentinnen. Bei der ersten Edition 2020 gewann Rebecca Tong (Jakarta Sinfonia Orchestra, Ensemble Kontemporer) den ersten Preis.[136]
- Taki Alsop Conducting Fellowshop. Von der Dirigentin Marin Alsop 2002 gegründetes zweijähriges Stipendien- und Coaching-Programm für Dirigentinnen. Zu den bisher geförderten Dirigentinnen zählen beispielsweise Alondra de la Parra, Ruth Reinhardt und Marzena Diakun.[137]

## Dokumentarfilme
- Günther Atteln/Maria Stodtmeier: Maestras – der lange Weg der Dirigentinnen ans Pult (englisch Maestras: The Long Journey of Women to the Podium). Dokumentarfilm 2018 über sieben Dirigentinnen: Marin Alsop, Sylvia Caduff, Konstantia Gourzi, Mirga Gražinytė-Tyla, Anu Tali, Joana Mallwitz und Barbara Hannigan.[138]
- Christina Olofson: Dirigentinnen. Dokumentarfilm 1987 über die Dirigentinnen Victoria Bond, Veronika Dudarova, JoAnn Falletta, Camilla Kolchinsky, Ortrud Mann und Kerstin Nerbe.[139]
- Cuini Amelio Ortiz/Hector Navarrete: Her dream job: conductor. Dokumentarfilm 2006 über die Dirigentinnen Simone Young, Catherine Rückwardt, Shi-Yeon Sung.[140]
- Jill Godmilow: Antonia: A Portrait of the Woman. Dokumentarfilm 1974 über die Dirigentin Antonia Brico.[141]
- Christian Berger: La Maestra – Alondra de la Parra. Dokumentarfilm 2018 über die mexikanische Dirigentin Alondra de la Parra.[142]
- Daniela Schmidt-Langels: Dirigentin Mirga Grazinyte-Tyla. Dokumentarfilm 2017 über die litauische Dirigentin Mirga Gražinytė-Tyla.[143]
- Bernadette Wegenstein: Die Dirigentin Marin Alsop – Botschafterin der Musik. Dokumentarfilm 2019 über die amerikanische Dirigentin Marin Alsop.[144]
- Maria Peters: De Dirigent. Niederländische Biopic über Antonia Brico (1902–1989) von 2018: „Eine Frau träumt davon, Dirigentin zu werden. Doch ihr Geschlecht erschwert ihr den Weg zum Ruhm.“[145]
- BR-Beitrag: Hortense von Gelmini, die erste deutsche Orchesterdirigentin. 1975: BR-Interview mit Hortense von Gelmini[146]
- WDR-Beitrag: Die Dirigentin und Orchesterchefin Hortense von Gelmini. 1971: TV-Porträt über Deutschlands erste und jüngste Orchesterdirigentin.[147]
- Günther Atteln: Momentum, Dokumentarfilm 2024, über Joana Mallwitz[148]

## Dirigentinnen-Generationen in Bildern
Die Reihe von Portraitphotos zeigt – historisch von links oben nach rechts unten – in einer Auswahl stellvertretend Dirigentinnen-Generationen von Barock bis heute:

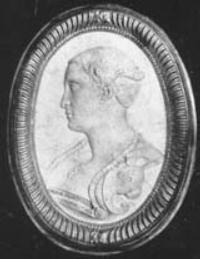
Francesca Caccini
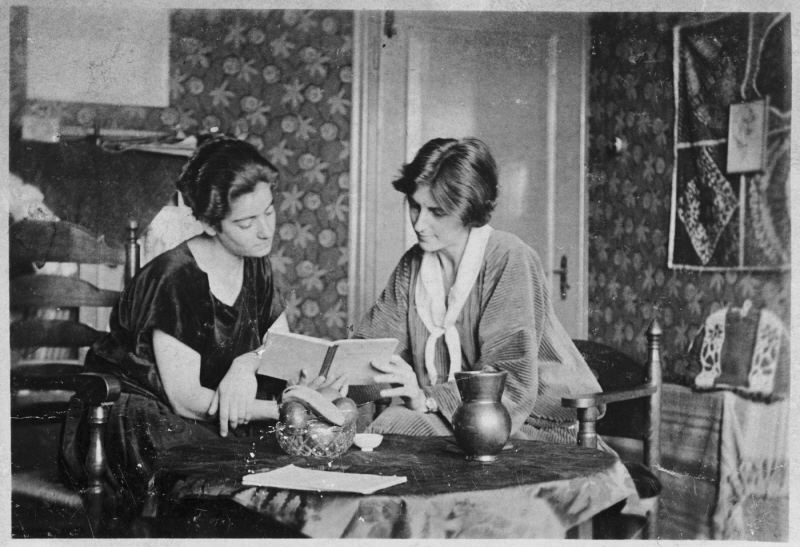
Frieda Belinfante und Henriëtte Hilda Bosmans
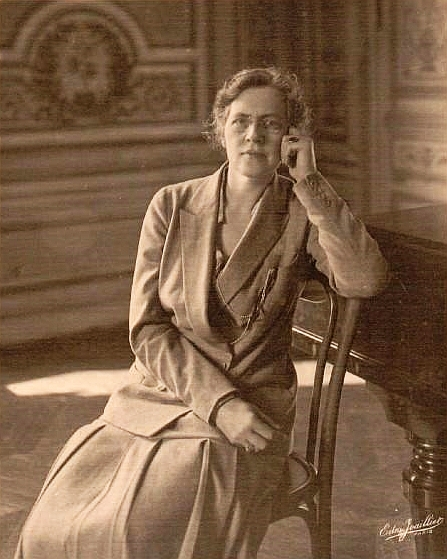
Nadia Boulanger 1925
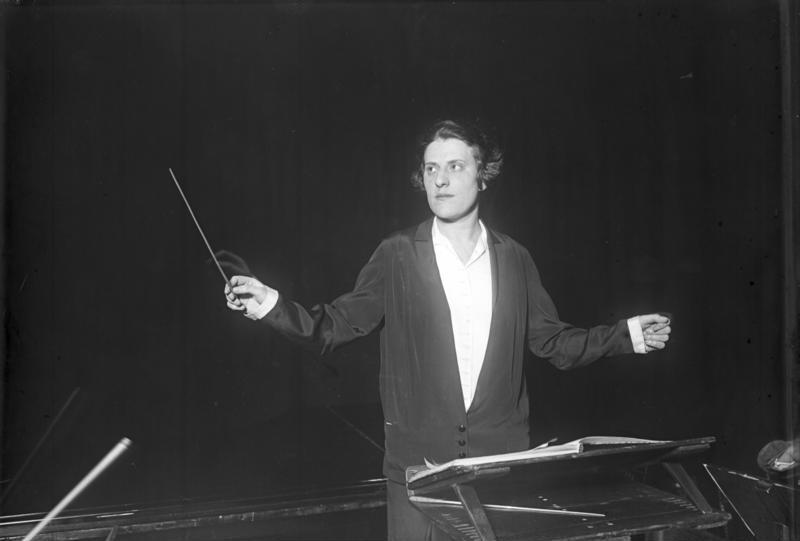
Antonia Brico
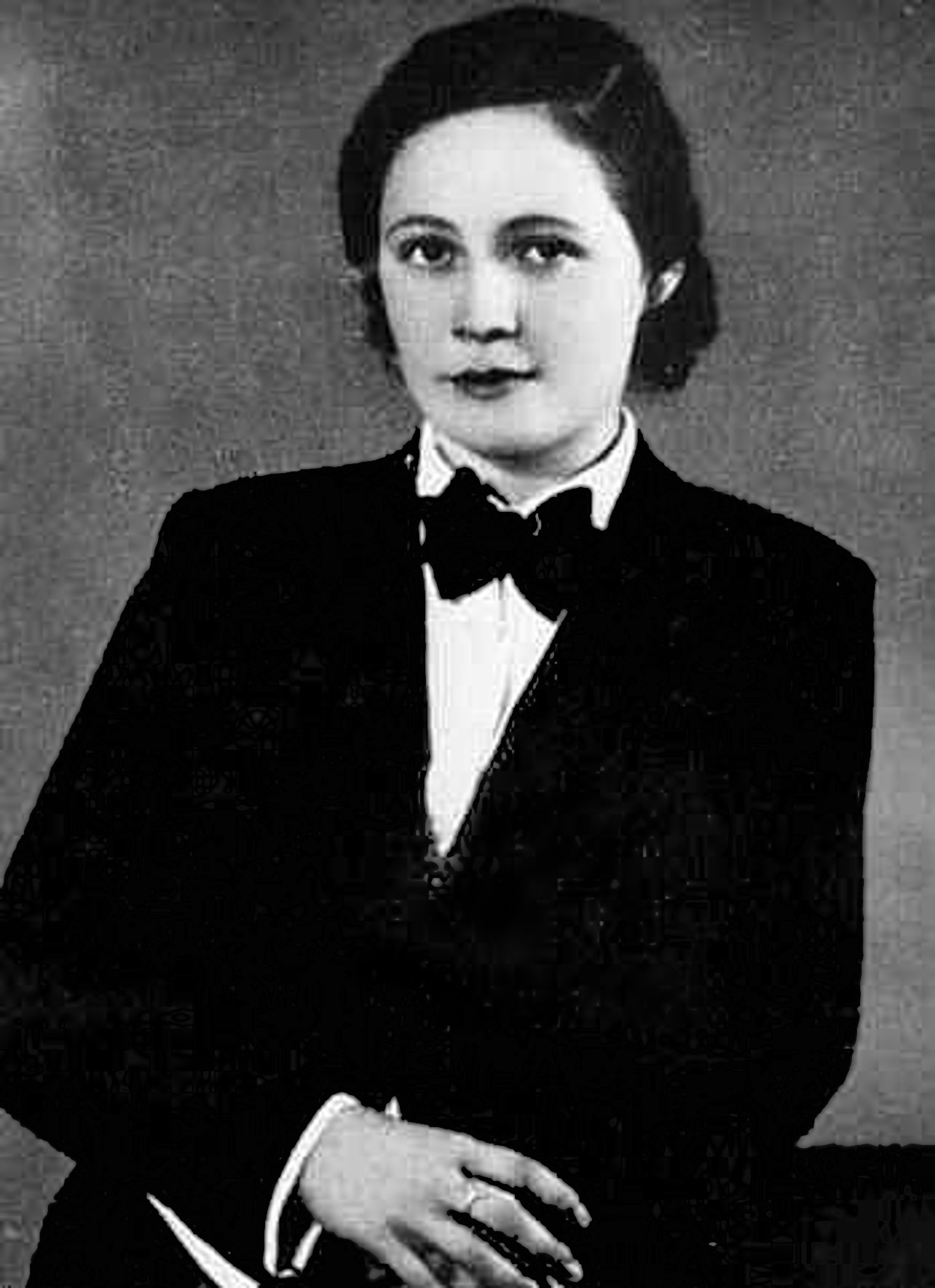
Vítězslava Kaprálová
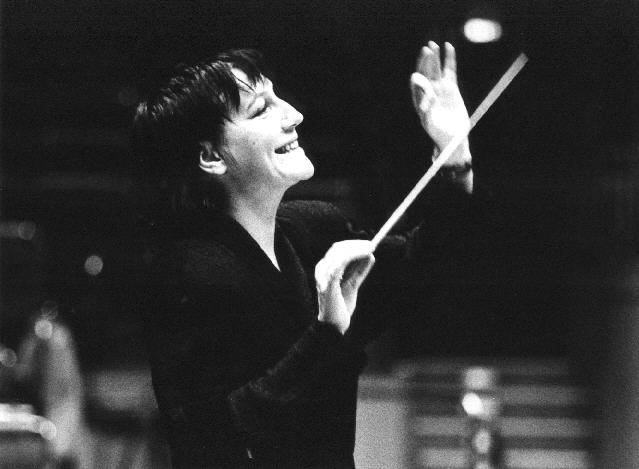
Elke Mascha Blankenburg
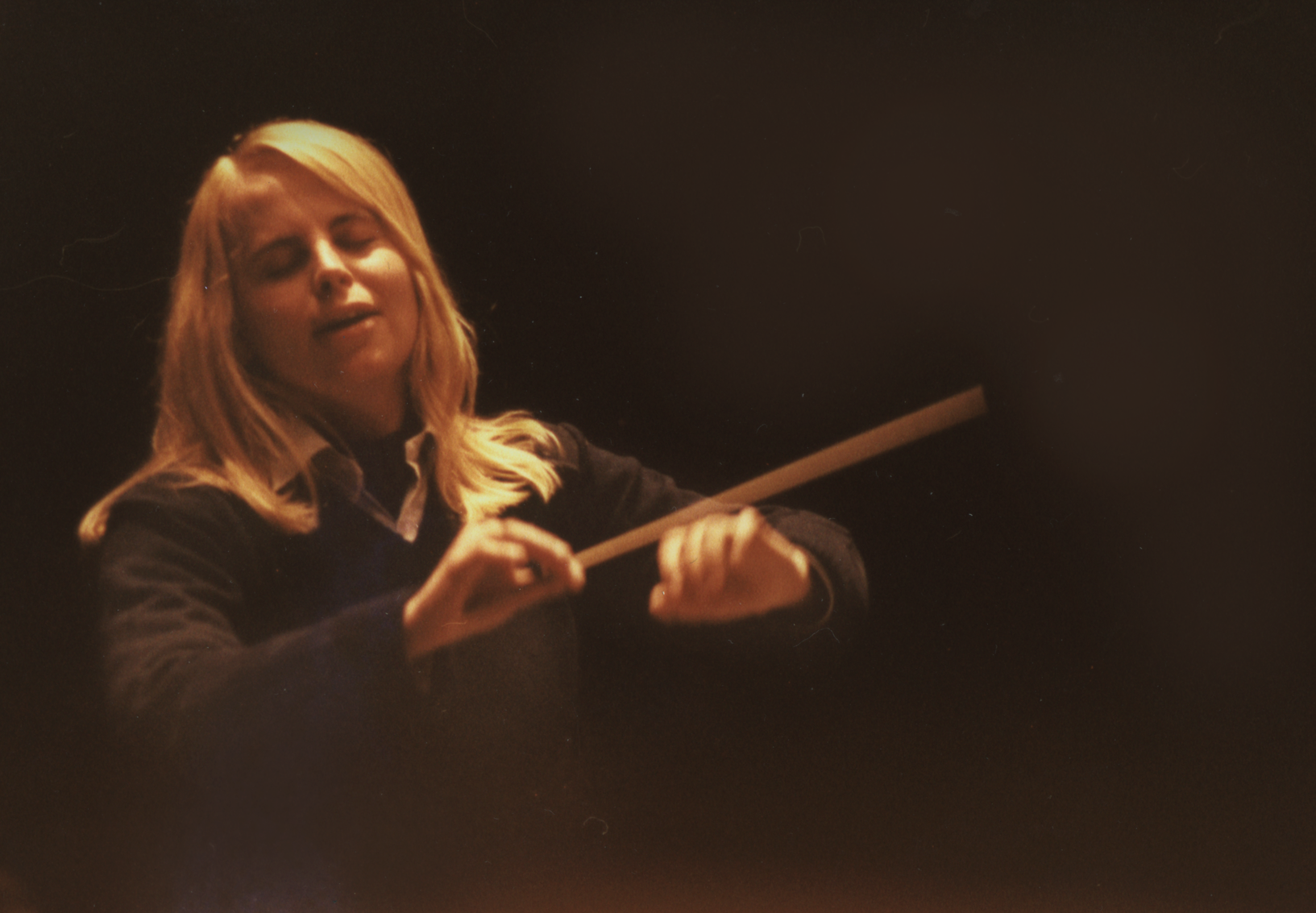
Hortense von Gelmini, 1975
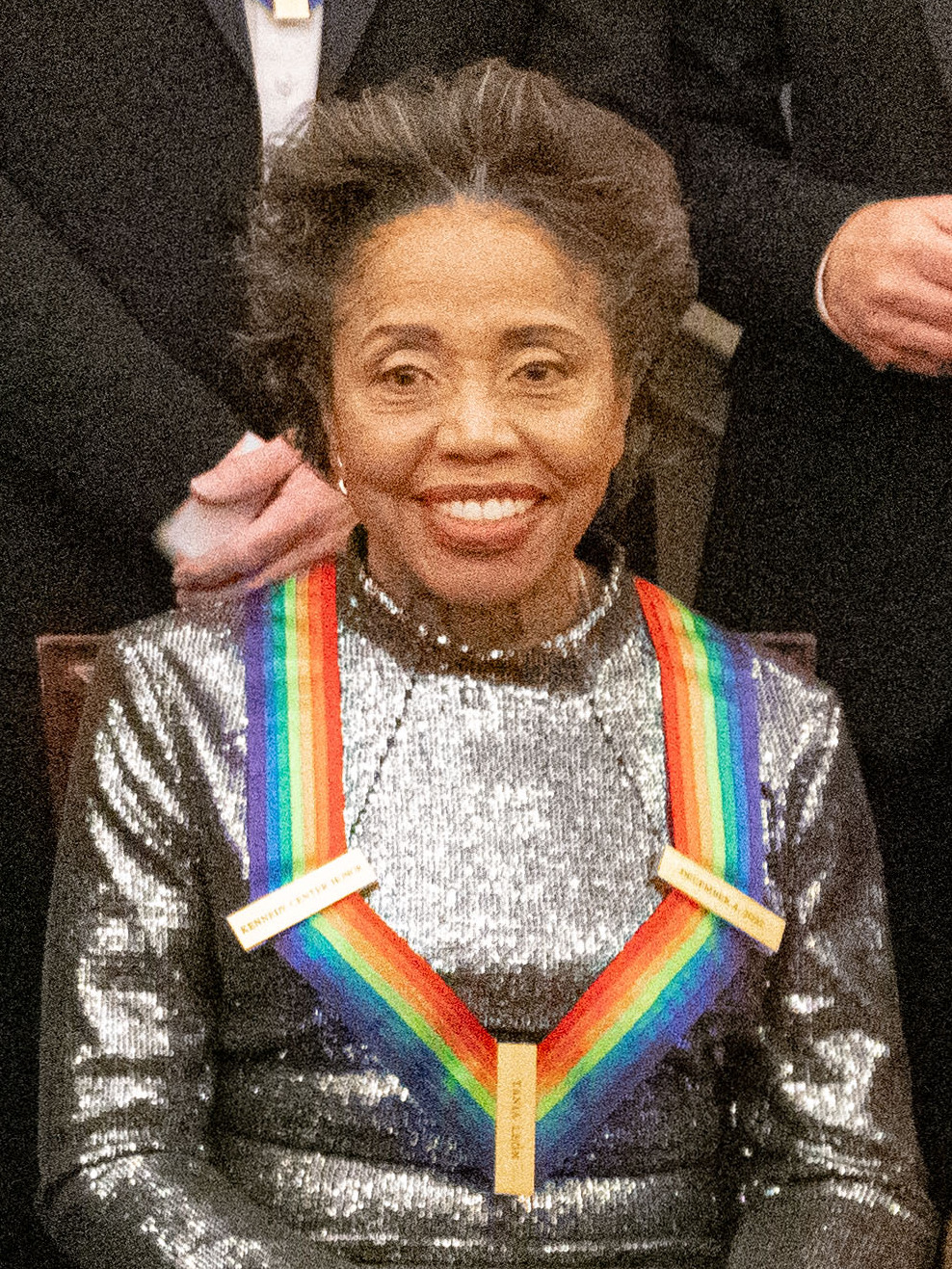
Tania Leon
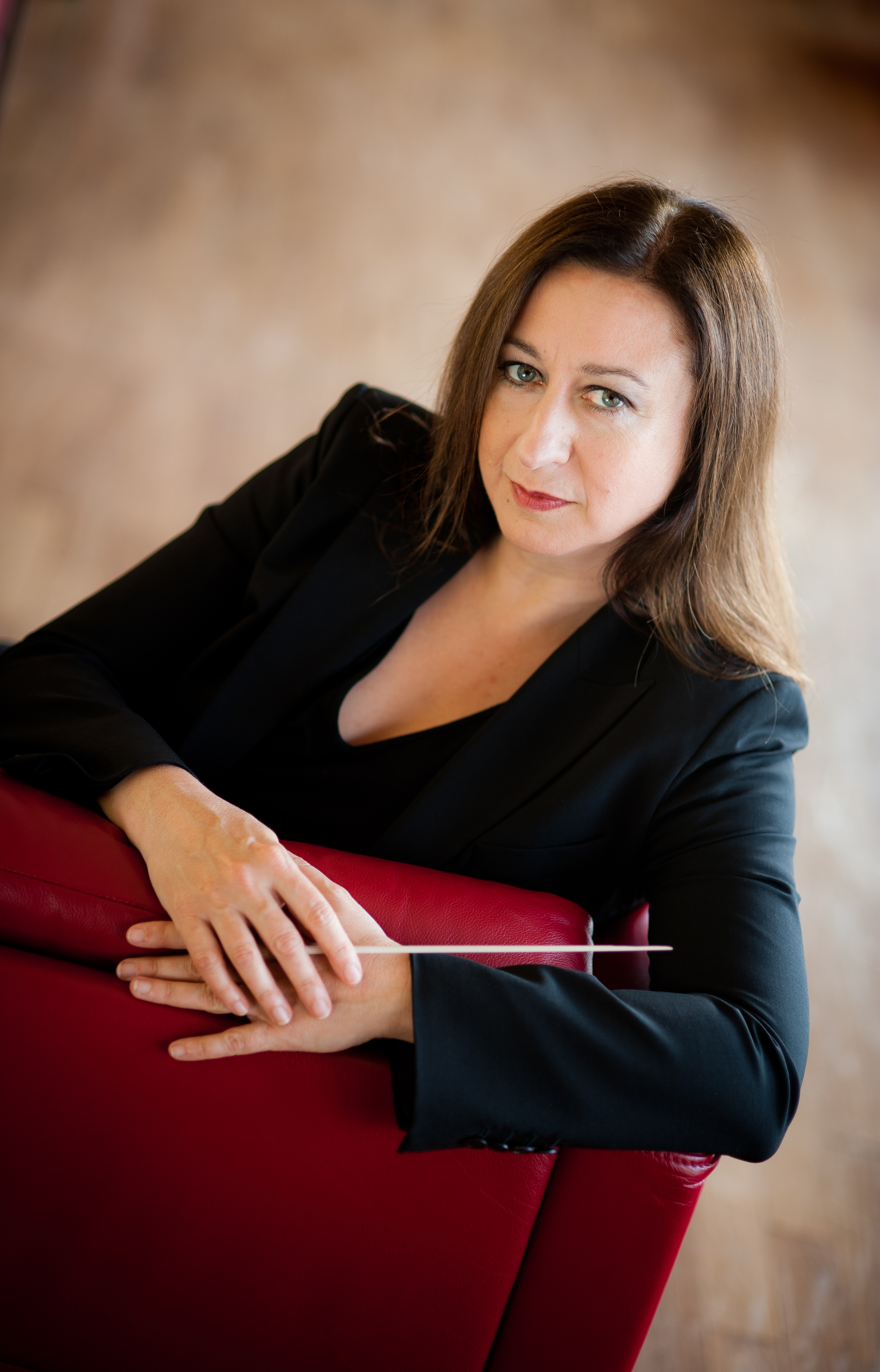
Simone Young 2010
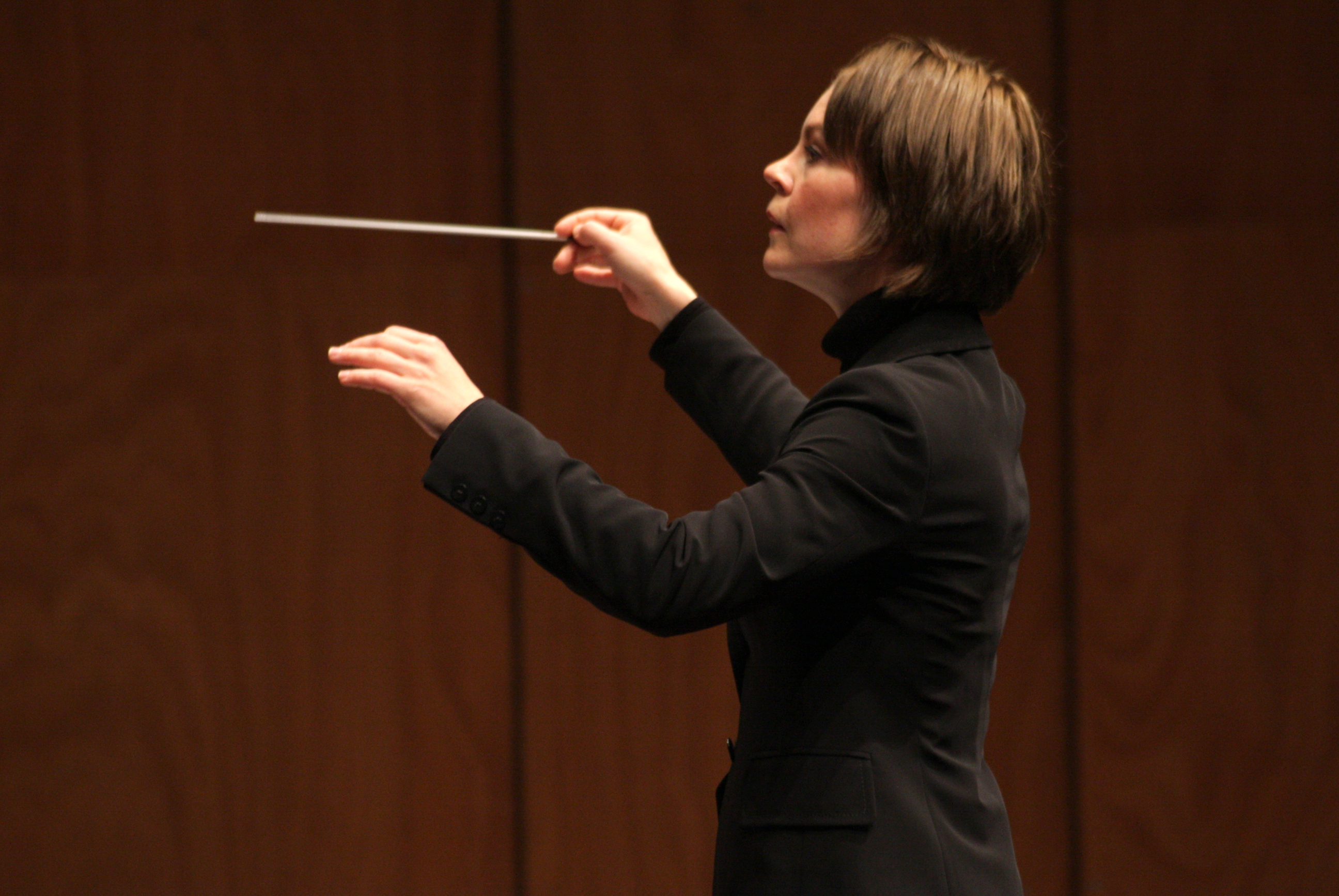
Susanna Mälkki
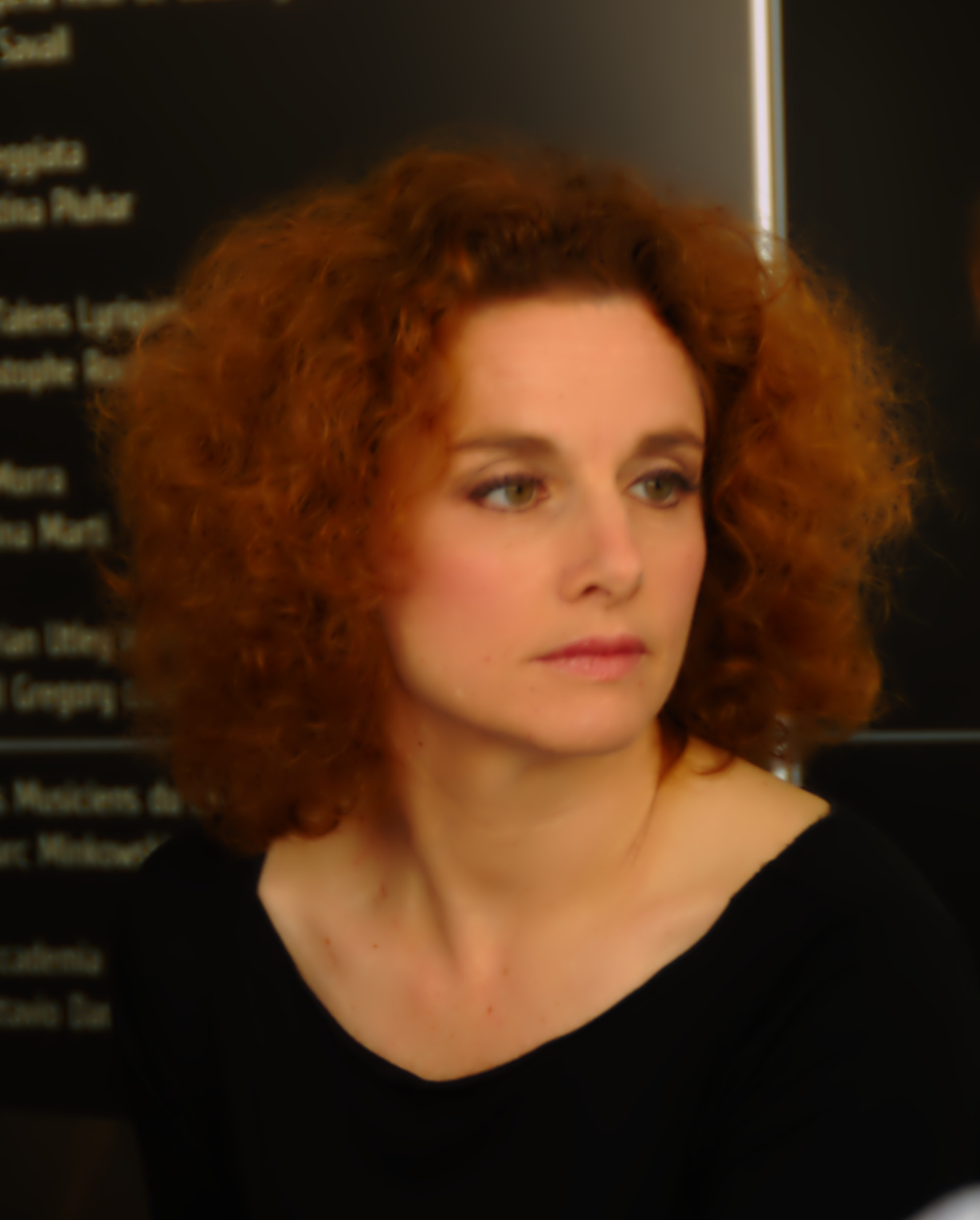
Emmanuelle Haim
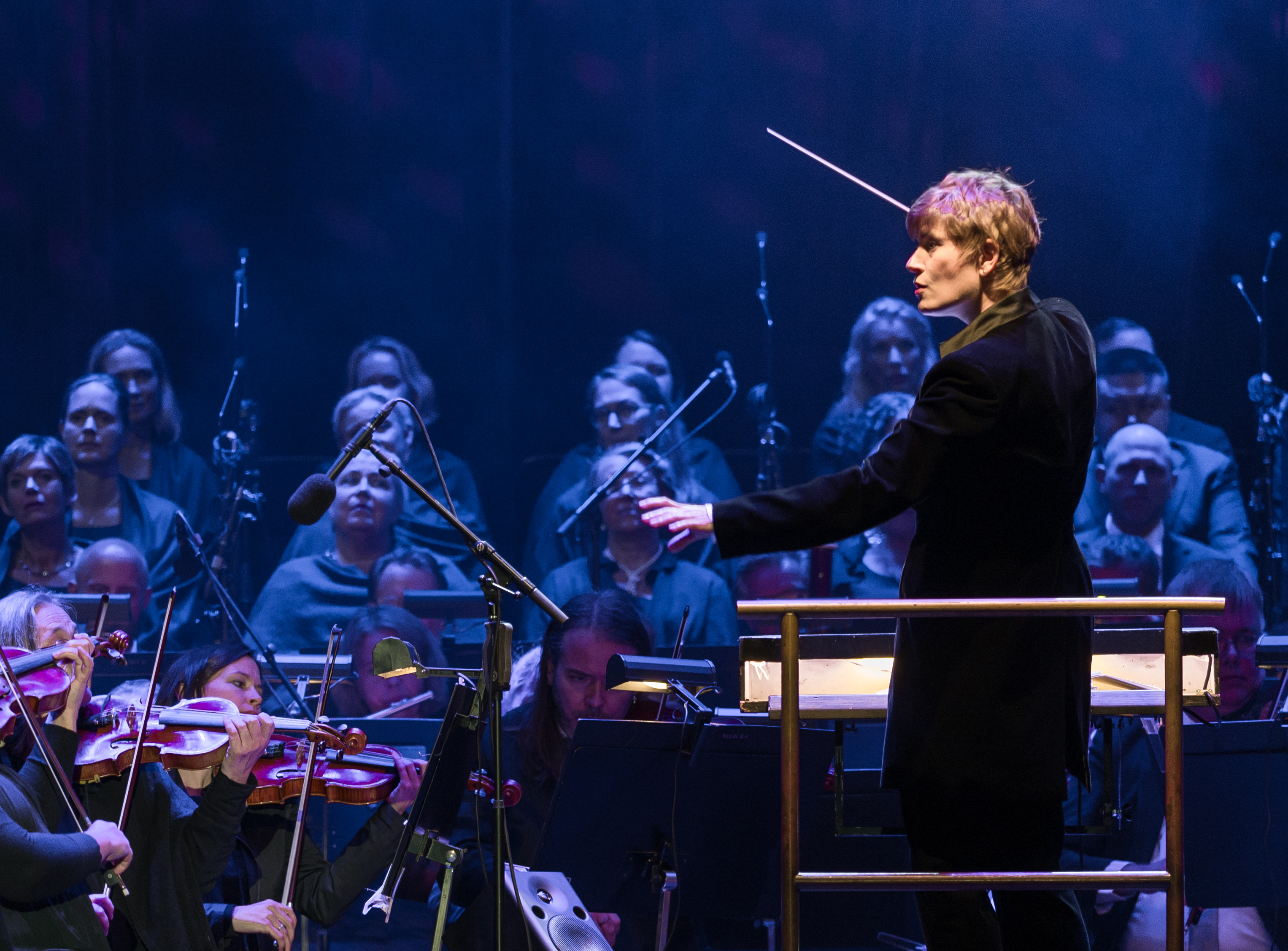
Anja Bihlmaier (2019)
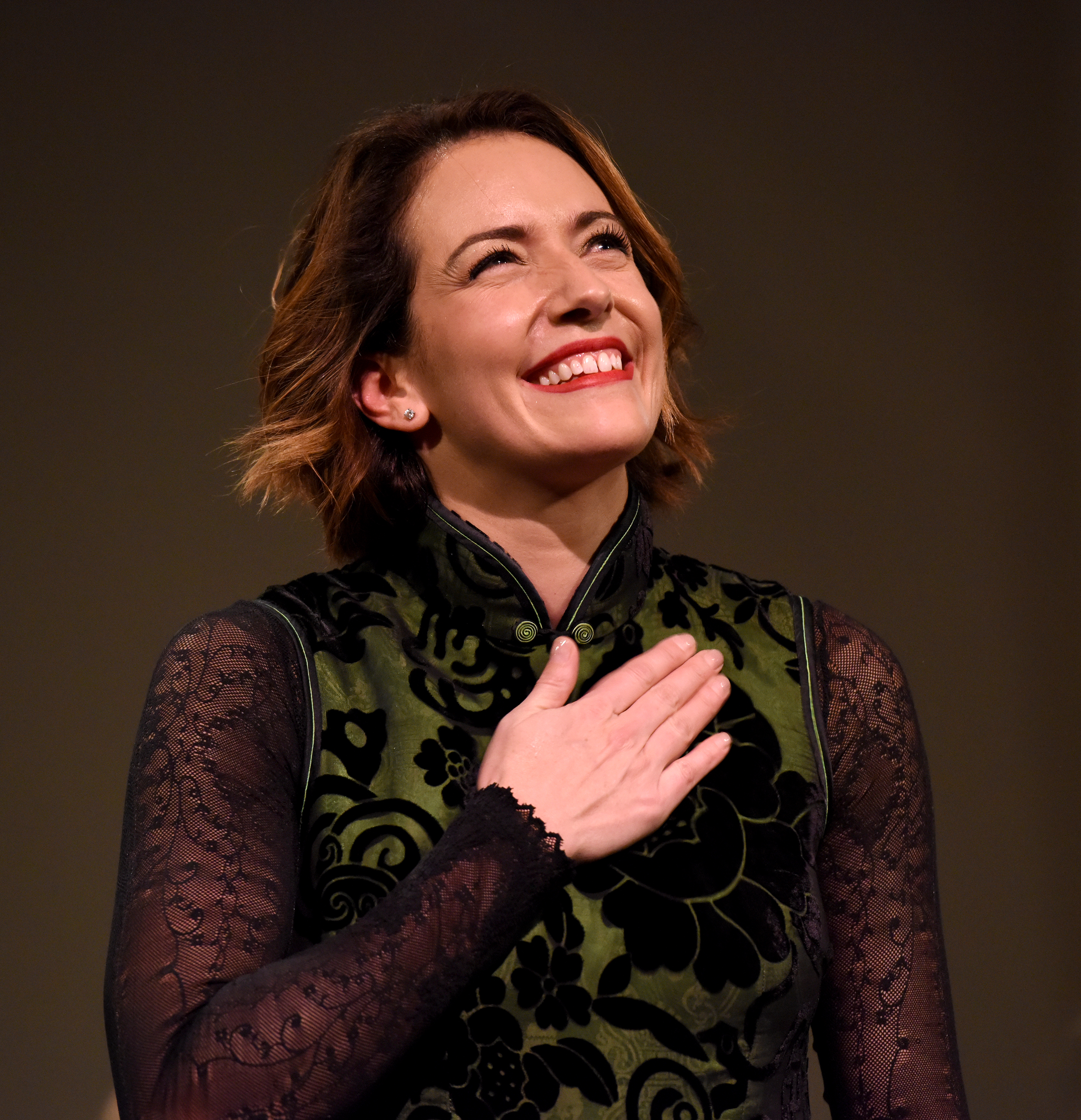
Alondra de la Parra (2014)
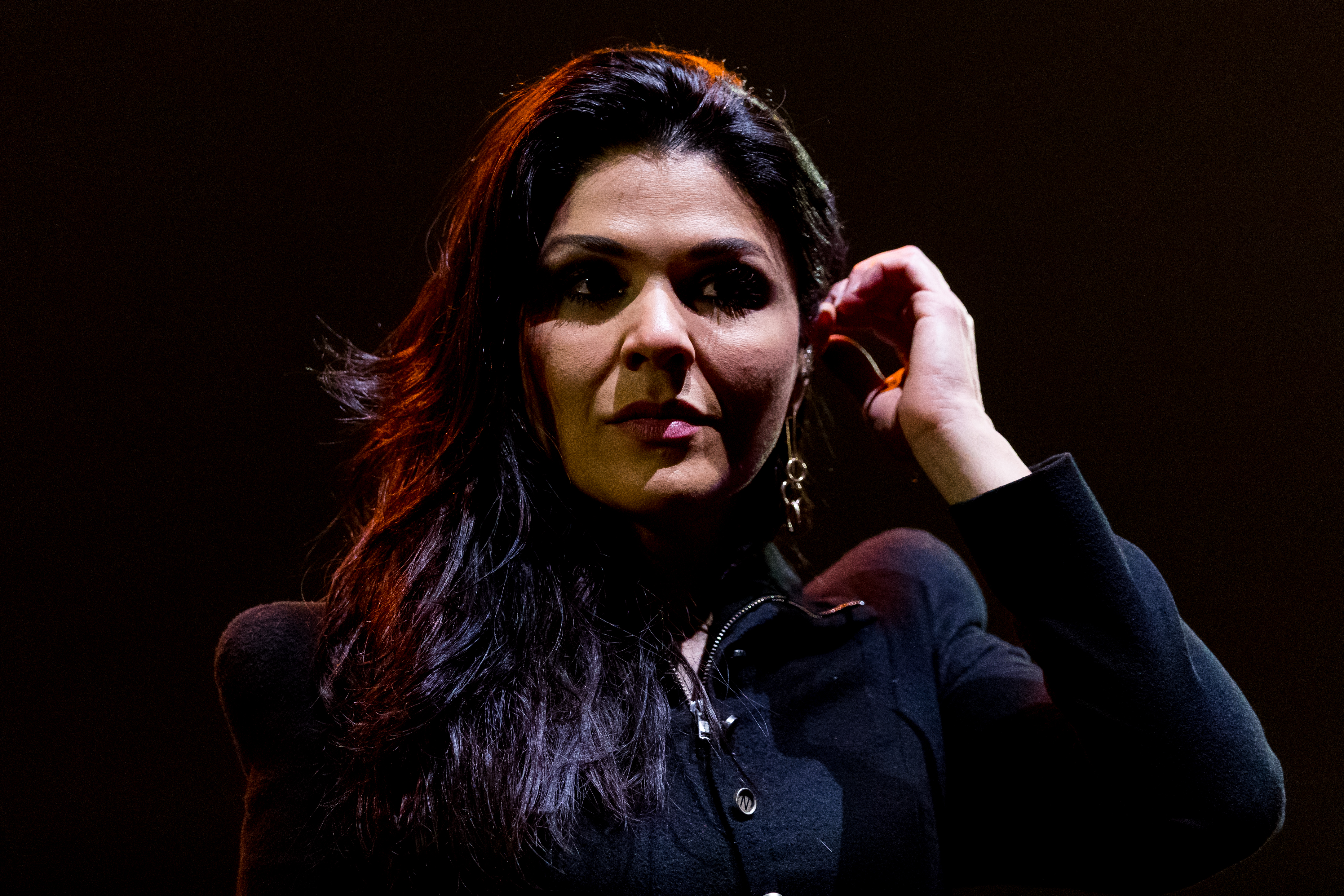
Alexandra Arrieche
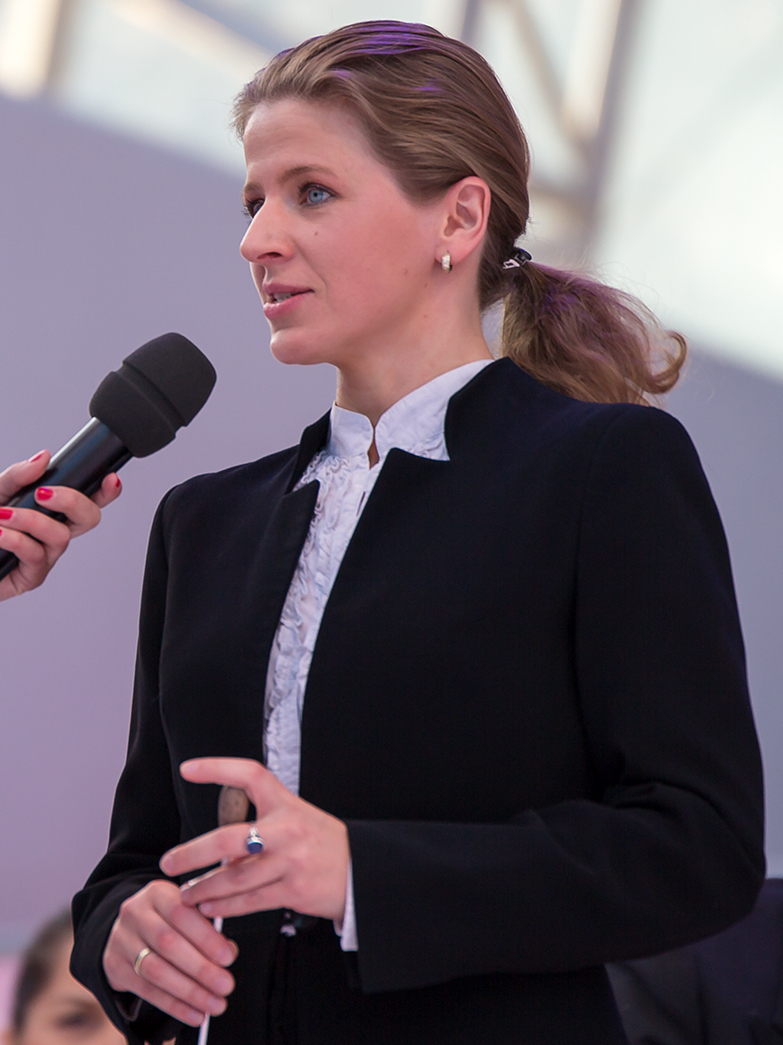
Kristiina Poska (2014)